# Zvi Hashin
Zvi Hashin (geb. Juni 1929; gest. 29. Oktober 2017) war ein israelischer Werkstoffwissenschaftler. 

## Leben
Hashin war Professor in der Fakultät für Ingenieurwissenschaften an der Universität von Tel Aviv. Er publizierte über Faserverbundkunststoffe insbesondere mit Grundlagen zu den physikalisch basierten Versagenskriterien von Faser-Kunststoff-Verbunden. Seine Arbeiten werden als eine der Grundlagen zu dem Zwischenfaserbruchkriterium nach Puck gesehen. 2007 wurde er mit dem Israel-Preis, 2012 mit der Benjamin Franklin Medal ausgezeichnet. Er war Mitglied der National Academy of Engineering.

## Publikationen
- Z. Hashin, Failure criteria for unidirectional fiber composites, J. Appl. Mech.,47, 329–334 (1980).